# Gold Skies (canción)
«Gold Skies» es una canción del productor holandés de música electrónica  y disc jockey Sander van Doorn, el DJ y productor holandés Martin Garrix y el dúo de música electrónica canadiense DVBBS , con la voz de la cantante canadiense Aleesia, el sencillo es parte del EP del disc jockey Martin Garrix titulado como Gold Skies.
Se lanzó como descarga digital el 2 de junio de 2014 en Beatport y el 16 de junio de 2014 en iTunes.

## Video Musical
El video musical que acompaña a la canción "Gold Skies" se subió oficialmente en YouTube el 17 de mayo de 2014.
El video musical presenta a una pareja en un viaje de campamento, la primera escena los muestra peleando cuando al hombre le disgustan las hamburguesas que se cocinan en una barbacoa. Más tarde, el hombre está llenando su camioneta con gasolina. Pero se enoja y huye. La mujer encuentra la furgoneta y se pone en marcha para buscar al hombre, para luego de esto encontrarlo en una tienda de una ciudad. Cuando la chica encuentra al hombre, ella le dice que vuelva a subir a la camioneta. Se desconoce dónde está su destino final. El video musical fue filmado en Islandia, ubicado en Europa occidental. El auto ruso UAZ-452 es el que se ve en el video musical.

## Lista de Canciones
| Descarga digital |                                                 |          |  |
| N.º              | Título                                          | Duración |  |
| 1.               | «Gold Skies» (featuring Aleesia) (Original Mix) | 5:28     |  |
| 2.               | «Gold Skies» (featuring Aleesia) (Radio Edit)   | 3:59     |  |

| EP (The Remixes) |                                                                   |          |  |
| N.º              | Título                                                            | Duración |  |
| 1.               | «Gold Skies» (featuring Aleesia) (Tiësto remix)                   | 5:06     |  |
| 2.               | «Gold Skies» (featuring Aleesia) (DubVision remix)                | 5:09     |  |
| 3.               | «Gold Skies» (featuring Aleesia) (Overused remix)                 | 4:16     |  |
| 4.               | «Gold Skies» (featuring Aleesia) (Ferreck Dawn and Redondo remix) | 6:19     |  |
| 5.               | «Gold Skies» (featuring Aleesia) (Metrik remix)                   | 4:08     |  |

## Posicionamiento en listas
| Lista (2014)                                | Mejor Posición |
| ------------------------------------------- | -------------- |
| Bélgica (Flandes) (Ultratip Bubbling Under) | 60             |
| Bélgica (Valonia) (Ultratip Bubbling Under) | 68             |
| Francia (SNEP)                              | 183            |
| Países Bajos (Dutch Top 40)                 | 33             |
| Escocia (Scottish Singles Sales Chart)      | 19             |
| Reino Unido (UK Singles Chart)              | 49             |
| Reino Unido (UK Dance Chart)                | 12             |